# Wiren
Wiren is een Surinaamse speelfilm uit 2018 over het leven van een dove jongen in Suriname. De film werd geheel opgenomen in Suriname door een Surinaamse filmcrew en is het regiedebuut van Ivan Tai-Apin.
De film kwam tot op stand op uitnodiging van Stichting Sudobe (Surinaamse Doven Belangen). Het verhaal is geïnspireerd door het leven van Wiren Meghoe, een dove Surinaamse jongen die regulier onderwijs wilde volgen en daar geen mogelijkheid toe kreeg.

## Verhaal
De dove Wiren krijgt nauwelijks kans om onderwijs te volgen. Uiteindelijk komt hij in Paramaribo terecht bij de Kennedy-stichting, die onderwijs biedt voor doven en slechthorenden. Het schooldiploma wordt echter niet erkend, waardoor hij naar Antwerpen moet om een vervolgopleiding te kunnen doen. Op latere leeftijd klaagt Wiren de Surinaamse staat aan wegens het niet nakomen van de VN-conventie inzake rechten van personen met een handicap.

## Rollen
| acteur            | rol      | naam van de rol   | bijzonderheden       |
| ----------------- | -------- | ----------------- | -------------------- |
| Rafe Leysner      | Hoofdrol | Wiren             |                      |
| Altaafkhan Dhonre | Hoofdrol | Wiren             |                      |
| Idi Lemmers       | Hoofdrol | Wiren             |                      |
| Gaby Treurniet    | Hoofdrol | Lily              | Vrouw van Wiren      |
| Anthony Frazier   | Bijrol   | De heer Young     | Dokter Polikliniek   |
| Helianthe Redan   | Bijrol   | Mevrouw Landbrug  | Docent Kennedyschool |
| Consuelo Denz     | Bijrol   | Mevrouw Fransisca | Advocaat Wiren       |
| Erwin Emanuels    | Bijrol   | Armand            | Vader van Lily       |
| Hilkia Lobman     | Bijrol   | Non               |                      |

## Overige info
De film werd gemaakt voor 80.000 euro. In 2019 werd Wiren geselecteerd voor het Nederlands Film Festival en ging daar op 30 september 2019 in première. Hierna werd Wiren geselecteerd voor Da Bounce Urban Film Festival (DBUFF) in Amsterdam. Wiren is de eerste Surinaamse film op Netflix en iTunes. Wiren werd in augustus 2020 geselecteerd voor de Gouden Kalf Competitie. Wiren is de eerste inzending van Suriname voor de Oscars.